# اینچه
اینچه (آنچه) یک روستا در ایران است که در دهستان ارشق غربی واقع شده‌است. اینچه حدود 70 نفر جمعیت دارد.این روستا تقریبا در ۲۵ کیلو متری مشگین شهر قرار دارد و دارای بیست خانوار،ساکن می باشد که بخشی از آنها به صورت فصلی در این روستا زندگی می کنند. مدرسه و بهداری در این روستا وجود ندارد . شغل مردم این روستا دامداری و کشاورزی است.
این روستا از آب و هوای خنک در تابستان و زمستانهای سردی برخوردار است.